# James & Bobby Purify
James & Bobby Purify war ein US-amerikanisches Rhythm-and-Blues-Duo.

## Bandgeschichte
Die Gruppe wurde 1965 von James Purifiy (* 12. Mai 1944 in Pensacola; † 22. Januar 2021 ebenda) und  Robert Lee Dickey (* 2. August 1939 in Tallahassee; † 29. Dezember 2011 ebenda) gegründet. Das Duo veröffentlichte im Jahr 1966 den von Spooner Oldham geschriebenen Song I’m your puppet. Sie erreichten damit 1966 Platz 6 der US-Charts und 1976 Platz 12 der UK-Charts. 1969 schied Robert Lee Dickey aus; er wurde von Ben Moore (1941–2022) ersetzt, der ab 2007 bei The Blind Boys of Alabama sang.

## Diskografie

### Alben
- 1967: James & Bobby Purify
- 1968: The Pure Sound of The Purifys - James & Bobby
- 1975: You & Me Together Forever
- 1977: Purify Bros.

### Singles
| Jahr | Titel Album                                                            | Höchstplatzierung, Gesamtwochen, AuszeichnungChartplatzierungen (Jahr, Titel, Album, Platzierungen, Wochen, Auszeichnungen, Anmerkungen) | Höchstplatzierung, Gesamtwochen, AuszeichnungChartplatzierungen (Jahr, Titel, Album, Platzierungen, Wochen, Auszeichnungen, Anmerkungen) | Höchstplatzierung, Gesamtwochen, AuszeichnungChartplatzierungen (Jahr, Titel, Album, Platzierungen, Wochen, Auszeichnungen, Anmerkungen) | Anmerkungen            |
| Jahr | Titel Album                                                            | UK | US | R&B | Anmerkungen            |
| ---- | ---------------------------------------------------------------------- | --- | --- | --- | ---------------------- |
| 1966 | I’m Your Puppet James & Bobby Purify                                   | — | US6 (14 Wo.)US | R&B5 (17 Wo.)R&B |                        |
| 1967 | Wish You Didn’t Have to Go James & Bobby Purify                        | — | US38 (6 Wo.)US | R&B27 (7 Wo.)R&B |                        |
| 1967 | Shake a Tail Feather The Pure Sound of The Purifys - James & Bobby     | — | US25 (9 Wo.)US | R&B15 (7 Wo.)R&B |                        |
| 1967 | I Take What I Want The Pure Sound of The Purifys - James & Bobby       | — | US41 (6 Wo.)US | R&B23 (5 Wo.)R&B |                        |
| 1967 | Let Love Come Between Us The Pure Sound of The Purifys - James & Bobby | — | US23 (9 Wo.)US | R&B18 (8 Wo.)R&B |                        |
| 1968 | Do Unto Me                                                             | — | US73 (6 Wo.)US | R&B38 (4 Wo.)R&B |                        |
| 1968 | I Can Remember                                                         | — | US51 (6 Wo.)US | R&B42 (2 Wo.)R&B |                        |
| 1968 | Help Yourself (To All of My Lovin’)                                    | — | US94 (3 Wo.)US | R&B31 (5 Wo.)R&B |                        |
| 1968 | Untie Me                                                               | — | — | R&B47 (4 Wo.)R&B |                        |
| 1974 | Do Your Thing You & Me Together Forever                                | — | — | R&B30 (12 Wo.)R&B |                        |
| 1976 | I’m Your Puppet Purify Bros.                                           | UK12 (10 Wo.)UK | — | — | Wiederveröffentlichung |
| 1976 | Morning Glory Purify Bros.                                             | UK27 (6 Wo.)UK | — | — |                        |

Weitere Singles
- 1969: Section C
- 1975: You and Me Together Forever
- 1975: All the Love I Got
- 1977: Get Closer
- 1977: Slow Dancin’